# چزاره مالدینی
چزاره مالدینی (ایتالیایی: Cesare Maldini؛ ۵ فوریه ۱۹۳۲ – ۳ آوریل ۲۰۱۶)، بازیکن بازنشستهٔ فوتبال و از مربیان اسبق ایتالیا و میلان بود. وی پدر پائولو مالدینی بود.
او در سال ۱۹۵۴ به عضویت آ.ث. میلان درآمد و همراه این تیم چهار بار قهرمان لیگ اصلی ایتالیا (سری آ) شد. در سال ۱۹۶۳ که میلان برای نخستین بار قهرمان جام باشگاه‌های اروپا شد، مالدینی مدافع تیم بود. او چند سال پس از بازنشستگی، در سال ۱۹۷۲ به مدت دو سال مربی میلان شد. در سال ۱۹۹۸ تیم ملی ایتالیا را به جام جهانی فرانسه هدایت کرد، اما در یک چهارم نهایی تیمش مغلوب میزبان و قهرمان آن دوره شد. چزاره مالدینی در سال ۲۰۰۲ نیز موفق شد پاراگوئه را به جام جهانی ببرد. پس از حذف پاراگوئه از این مسابقات او برای همیشه با فوتبال حرفه‌ای خداحافظی کرد.

## افتخارات

### بازیکن

#### باشگاهی
آ.ث. میلان
- سری آ (۴): ۱۹۵۴–۵۵، ۱۹۵۶–۵۷، ۱۹۵۸–۵۹، ۱۹۶۱–۶۲
- لیگ قهرمانان اروپا (۱): ۱۹۶۳
- جام لاتین (۱): ۱۹۵۶

### مربی

#### باشگاهی
آ.ث. میلان
- جام برندگان جام اروپا (۱): ۱۹۷۳
- جام حذفی فوتبال ایتالیا (۱): ۱۹۷۲–۷۳

#### ملی
تیم ملی فوتبال زیر ۲۱ سال ایتالیا
- مسابقات فوتبال زیر ۲۱ سال اروپا (۳): ۱۹۹۲، ۱۹۹۴، ۱۹۹۶

### شخصی
- بهترین‌های جام جهانی فوتبال: جام جهانی فوتبال ۱۹۶۲[۴]
- مجله ورلد ساکر World XI: 1963[۵]

## درگذشت
وی در ۳ آوریل ۲۰۱۶ به دلیل سکته قلبی در خواب، درگذشت.